# Cody Allen
Cody Edward Allen (ur. 20 listopada 1988) – amerykański baseballista, który występował na pozycji miotacza (relief pitchera).

## Przebieg kariery
Allen grał w drużynach uniwersyteckich UCF Knights (2008–2009) St. Petersburg Titans (2010) i High Point Panthers (2011). W czerwcu 2011 został wybrany w 23. rundzie draftu przez Cleveland Indians. Zawodową karierę rozpoczął od występów w Mahoning Valley Scrappers (poziom Class A Short Season), następnie grał w Lake County Captains (Class A), Kinston Indians (Class A Advanced) i Akron Aeros (Double-A). W marcu 2012 został zaproszony do składu Cleveland Indians na występy w spring training, jednak po jego zakończeniu został przesunięty do Akron Aeros. 28 kwietnia 2012 otrzymał powołanie do zespołu Columbus Clippers (Triple-A), zaś 20 lipca 2012 do Cleveland Indians i tego samego dnia zadebiutował w Major League Baseball w meczu przeciwko Baltimore Orioles, w którym rozegrał jedną zmianę, zaliczył strikeout i oddał dwie bazy za darmo.
21 kwietnia 2013 w meczu z Houston Astros zanotował pierwsze zwycięstwo, zaś 12 maja 2013 w spotkaniu z Detroit Tigers pierwszy save w MLB. W maju 2014 został pierwszym closerem w zespole. W sezonie 2015 ustanowił rekord kariery, zaliczając 34 save'y. 4 lipca 2018 w meczu przeciwko Kansas City Royals ustanowił rekord klubowy, zaliczając 140 save'a.
W styczniu 2019 został zawodnikiem Los Angeles Angels, dwa lata później zakończył karierę zawodniczą.